# Hermann Künneth

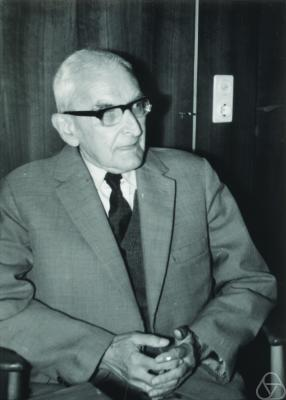
Hermann Künneth in Erlangen, 1969

Hermann Lorenz Künneth (Neustadt an der Haardt,  6 juli 1892 - Erlangen, 7 mei 1975) was een Duits wiskundige en een gerenommeerde algebraïsch topoloog, die het best bekendstaat voor zijn bijdrage aan wat nu bekendstaat als de stelling van Künneth.
Hij nam deel aan de Eerste Wereldoorlog waar hij in Britse gevangenschap raakte.
Zijn proefschrift 1922 aan de Universiteit van Erlangen, getiteld Uber die Bettischen Zahlen einer Produktvariëteit "(Over de Betti-getallen van een productvariëteit"), werd begeleid door Heinrich Franz Friedrich Tietze, 